# Tống công Khải
Tống công Khải (chữ Hán: 宋公启; trị vì: 469 TCN), Tử tính (子) Tống thị (宋), tên Khải (启), là một vị vua của nước Tống - chư hầu nhà Chu trong lịch sử Trung Quốc.
Theo Tả Truyện, ông là chắt của Tống Nguyên công, ông nội là công tử Đang Tần (con trai thứ của Nguyên công), cha ông là công tôn Chu, và là cháu gọi Tống Cảnh công là ông bác. Tống Cảnh công không có con trai, năm 469 TCN lúc lâm bệnh đã dặn đại thần là Đại Duẩn rằng Tử Khải là người kế vị. Tuy nhiên sau khi Tống Cảnh công mất, các đại phu phản đối quyết liệt. Tử Khải và Đại Duẩn chạy sang nước Sở. Người nước Tống lập công tử Đặc lên làm vua, tức Tống Chiêu công.
Sử kí-Tống Vi tử thế gia lại ghi khác rằng Tống Cảnh công có một người con trai, không rõ tên gì, đã lập làm thế tử. Nhưng sau khi Cảnh công chết, công tử Đặc đã giết thế tử rồi soán ngôi, không nhắc gì đến nhân vật Tống Tử Khải trong giai đoạn này.